# Belize
Il Belize è uno Stato indipendente dell'America centro-settentrionale che si estende per 22966 km² con una popolazione di 422 086 abitanti (stimati nel maggio 2025). La sua capitale è Belmopan, nel distretto di Cayo.
Confina a nord con il Messico, a est si affaccia sul mar dei Caraibi e sul golfo dell'Honduras, a sud e ovest confina con il Guatemala.
Un tempo colonia con il nome di Honduras Britannico, è indipendente dal 1981. È uno dei quindici reami del Commonwealth e il suo capo di Stato è il sovrano del Regno Unito re Carlo III.
La lingua ufficiale è l'inglese.

## Nome
Lo stato prende il nome dalla sua precedente capitale, la città portuale di Belize, che prendeva il nome, a sua volta, dal fiume omonimo, dato che sorge alla sua foce. L'etimo è incerto, ma la teoria più accreditata è che Belize fosse il nome con cui gli spagnoli chiamavano il corsaro Peter Wallace che si era insediato nel porto sopraccitato nel 1638; oppure lo si fa derivare dal termine maia belix che significa "acqua fangosa".

## Storia

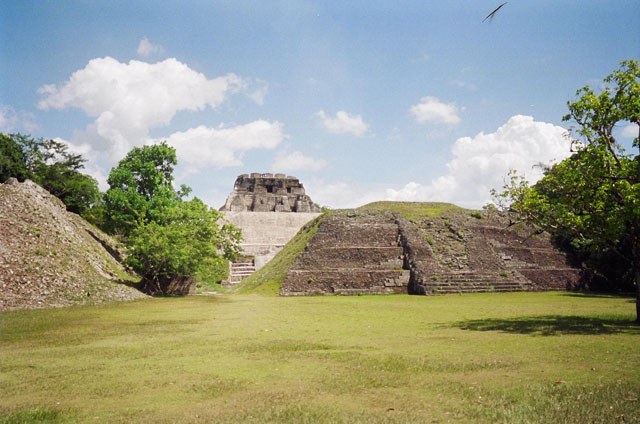
Resti Maya presso il sito di Xunantunich

### Epoca precolombiana
L'area sulla quale si trova l'attuale Stato del Belize era originariamente abitata da gruppi Amerindi (Caribi, Arawak e Maya). La civiltà Maya, originaria della penisola dello Yucatán, si diffuse nel Belize a partire dal 2500 a.C. raggiungendo il massimo splendore tra il 300 e il 900 (chiamato anche periodo classico), a quest'epoca risalgono gran parte dei siti archeologici del Paese.
Secondo la storiografia tradizionale la civiltà Maya era scomparsa dall'area dell'attuale Belize prima dell'arrivo dei primi europei, ma studi più recenti hanno dimostrato che nell'epoca cosiddetta post-classica la civiltà Maya si era trasformata da una società teocratica, che si aggregava intorno a grandi centri abitati il cui cuore erano gli edifici di culto, a una società distribuita in piccoli centri con strutture sociali diverse da quelle del periodo classico, dopo che la popolazione aveva abbandonato i grandi centri per distribuirsi in maniera più capillare lungo le rive dei fiumi, dedicandosi più intensamente al commercio e all'agricoltura.

### La colonizzazione
Il primo avvistamento del territorio del Belize viene attribuito a due navigatori spagnoli, Vicente Yáñez Pinzón e Juan Díaz de Solís che navigarono lungo la costa diretti verso lo Yucatán. Nel 1524 Hernán Cortés attraversò l'estremo sud-occidentale dell'attuale Belize dove uno dei membri della sua spedizione descrisse con precisione delle cascate sul fiume Sarstun. Nei secoli successivi non vi sono testimonianze di attività di esplorazione da parte degli spagnoli, per contro, la costa e le isole del Belize divennero rifugio per i bucanieri britannici che, appoggiati dal governo britannico, compivano azioni di disturbo dei traffici commerciali spagnoli. Le attività piratesche proseguirono fino al XVII secolo quando divenne economicamente più interessante lo sfruttamento del legname.
Nel 1749 l'area fu posta sotto il controllo di un Soprintendente, subordinato al Governatore della Giamaica. La convivenza dei coloni inglesi con i vicini insediamenti spagnoli fu caratterizzata da frequenti scontri che si acquietarono provvisoriamente con la Pace di Parigi del 1763. La tregua fu però di breve durata: nel 1779 la Spagna, al fine di costringere gli inglesi a ritirarsi dall'area chiamata all'epoca Settlement of Belize in the Bay of Honduras (Insediamento del Belize nel golfo dell'Honduras), ne devastò i territori; poco dopo furono però i britannici ad avere la meglio sconfiggendo gli spagnoli nella battaglia di St. George's Caye.
Nel 1862 l'insediamento fu elevato a colonia con il nome di Honduras Britannico (British Honduras) e fu posto sotto l'amministrazione di un Governatore luogotenente, sempre subordinato al Governatore della Giamaica. Infine, il 1º gennaio 1964 l'Inghilterra sancì l'autonomia di governo della colonia, fatto che causò l'interruzione delle relazioni diplomatiche del Guatemala con il Regno Unito.

### Indipendenza
Le prime elezioni parlamentari dopo l'indipendenza (1984) videro la vittoria del Partito Democratico Unito (United Democratic Party - UDP), la carica di primo ministro fu ricoperta da Manuel Esquivel. Cinque anni dopo vinse le elezioni il Partito Unito del Popolo (People's United Party - PUP) guidato da George Cadle Price considerato uno degli artefici dell'indipendenza del Paese.
Le elezioni del 1998 furono vinte nuovamente dal PUP (dopo un quinquennio guidato dall'UDP), divenne premier Said Wilbert Musa che deve la sua rielezione nel 2003 ai consistenti investimenti infrastrutturali e nell'edilizia e alla creazione di posti di lavoro. La sua politica ha però provocato un aumento dell'indebitamento dello Stato e nel 2004 venne annunciato un programma di riduzione di spesa e inasprimento fiscale che ha provocato proteste e disordini nel Paese. Ricordiamo inoltre i disordini in Belize del 2005. Le ultime elezioni nazionali, del 7 febbraio 2008, hanno visto la vittoria dell'UDP dopo dieci anni di governo del PUP. Il primo ministro attuale è Johnny Briceñ, che guida per la prima volta dopo quasi 20 anni un governo a guida UDP.

## Geografia

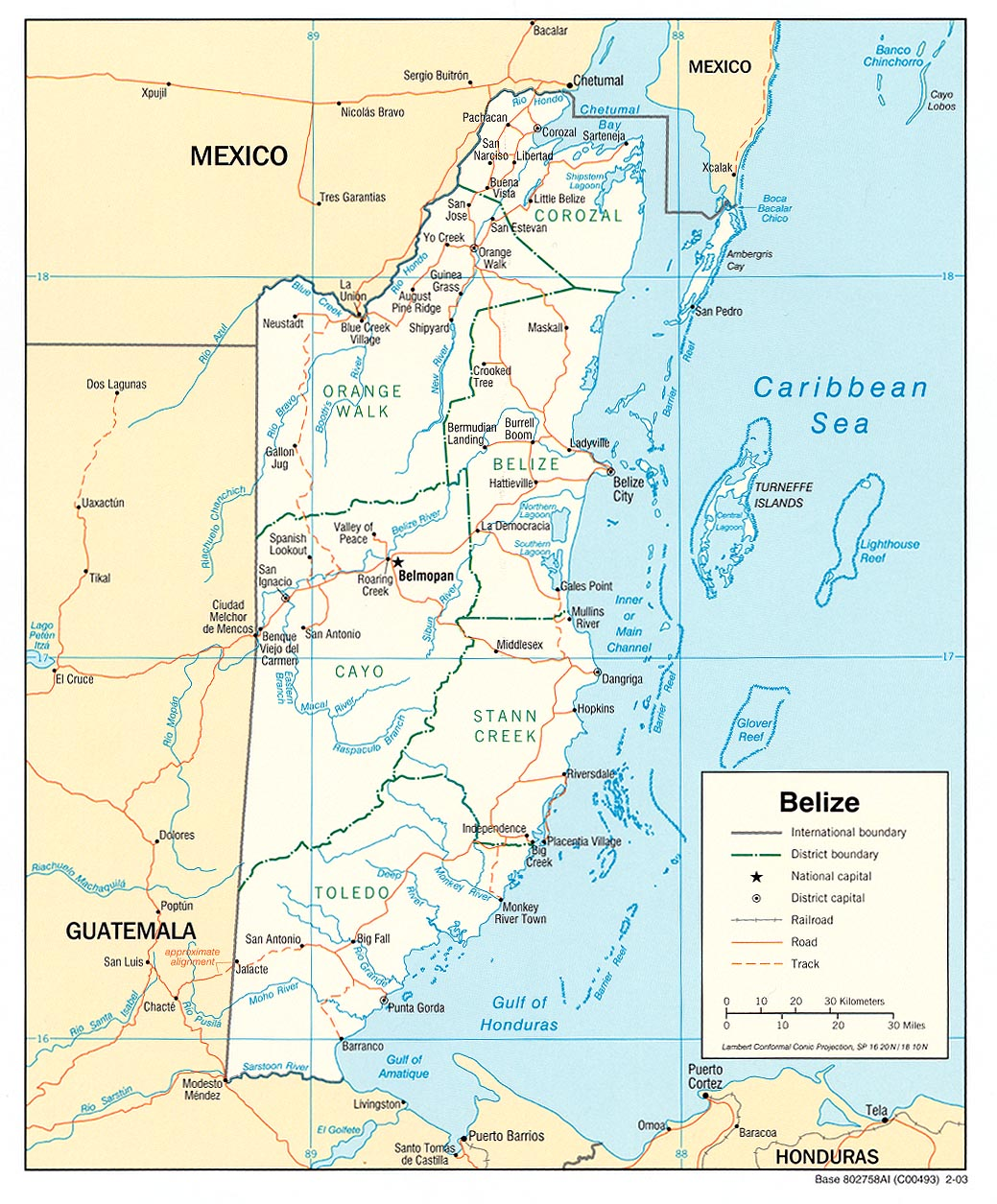
Mappa del Belize

Il territorio del Belize si trova nella parte sud-orientale della penisola dello Yucatán, è delimitato a nord dal fiume Hondo, a sud dal fiume Sarstun ed è attraversato dal fiume Belize.
Il Belize è il secondo Stato più piccolo dell'America centrale dopo El Salvador, la sua superficie è poco più piccola di quella della Toscana o del Gibuti.

### Morfologia
La parte settentrionale del territorio del Paese è attraversata da numerosi corsi d'acqua ed è prevalentemente pianeggiante, l'area costiera è caratterizzata dalla presenza di numerose lagune e paludi costiere, verso nord-ovest si incontrano ampie foreste tropicali.
La parte meridionale è invece dominata dai bassi altopiani e dalle vallate dei monti Maya, una catena di rilievi che raggiunge la sua altezza massima con il Doyle's Delight (1124 m s.l.m.) situato nella parte meridionale dei monti Maya. L'area meridionale, a sud dello spartiacque dei monti Maya, è costituita da una fertile pianura alluvionale dove abbondano le piantagioni di agrumi e banane; quest'area è quella meno densamente popolata del Paese.
Lo sviluppo costiero è pari a 386 km fronteggiati da un'estesa barriera corallina composta da circa 450 isole e isolotti chiamate localmente cayes che formano la Belize Barrier Reef, lunga 322 km, seconda barriera corallina più lunga del mondo dopo la Grande barriera corallina australiana. L'isola principale è Ambergris Caye situata all'imboccatura della baia di Chetumal, al largo della costa si trovano inoltre tre dei quattro atolli corallini dell'emisfero occidentale, il Glover's Reef, le isole Turneffe e il Lighthouse Reef.

### Idrografia
L'ampia rete di corsi d'acqua ha avuto un ruolo importante nella storia del Paese la cui economia era fondata sullo sfruttamento del legname. Il fiume più importante è il Belize che attraversa il territorio dal versante settentrionale dei Monti Maya fino a sfociare nel Mar dei Caraibi nei pressi della città di Belize, il fiume è navigabile fino ai confini con il Guatemala e fino al XX secolo è stato la principale via di comunicazione. Storicamente hanno avuto un ruolo importante anche il fiume Sibun che attraversa la parte nord-orientale dei monti Maya, e il New River che scorre nella parte settentrionale e sfocia nella baia di Chetumal. Le pianure alluvionali che costeggiano i corsi di entrambi i fiumi sono state le aree dei primi insediamenti nel Belize.

### Clima
Il clima è tropicale, la stagione delle piogge dura da maggio a novembre, negli altri mesi le precipitazioni e il livello di umidità sono sensibilmente inferiori. Le temperature medie dell'area costiera vanno da 24 °C in gennaio a 27 °C in luglio, le temperature medie si innalzano lievemente muovendosi verso l'interno del Paese tranne nella parte montuosa meridionale in cui sono mitigate dall'altitudine e il clima è più fresco.
Le precipitazioni medie variano dai 1350 mm nella parte settentrionale e occidentale ai 4 500 mm nella parte meridionale. Le differenze stagionali sono più nette nella parte centro-settentrionale in cui, nei mesi tra gennaio e aprile e maggio le precipitazioni sono scarse. La stagione secca è più breve a sud.
Gli uragani tropicali hanno avuto un ruolo tragicamente importante nella storia del Belize, la stagione degli uragani ha il suo avvio "ufficiale" il 1º giugno di ogni anno, a partire da questa data iniziano le campagne informative sulle contromisure da prendere in caso di uragano. Nel 1931 oltre 1 000 persone persero la vita nel corso di un uragano che distrusse i due terzi degli edifici di Belize. Nel 1955 l'uragano Janet devastò la città di Corozal. Nel 1961 Hattie colpì la parte centrale del Paese con venti che superarono i 300 km/h devastando nuovamente il Belize, una delle conseguenze dell'uragano fu la decisione di trasferire la capitale nella città di Belmopan situata più all'interno. Nel 1978 l'uragano Greta provocò oltre 25 milioni di dollari di danni devastando la costa meridionale. Gli ultimi uragani che hanno colpito il Belize sono stati Keith (2000) e Iris (2001).

## Società

### Popolazione
Il Belize è lo Stato meno densamente popolato dell'America centrale, poco più della metà dei suoi abitanti vivono in aree rurali, il 15% della popolazione complessiva risiede a Città del Belize, porto principale e centro economico del Paese.
Gran parte della popolazione è di discendenza multietnica, quasi la metà ha origini miste europee e maya (i cosiddetti mestizos), un quarto è di origine africana o afro-europea, a questi si aggiungono i garifuna (afro-amerindi) le popolazioni maya, europei, indiani, cinesi, mediorientali e nordamericani.

### Etnie
Da una stima del 2010, la popolazione è composta da: meticci (mestizos) 52,9 %, creoli 25,9 %, maya 11,3 %, garifuna 6,1 %, est-indiani 3,9 %, mennoniti 3,6 %, europoidi 1,2 %, asiatici 1,0 %, altri 1,2 %, sconosciuto 0,3 %.

### Demografia

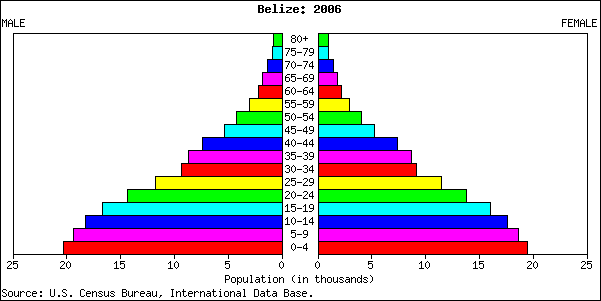
La distribuzione della popolazione per età

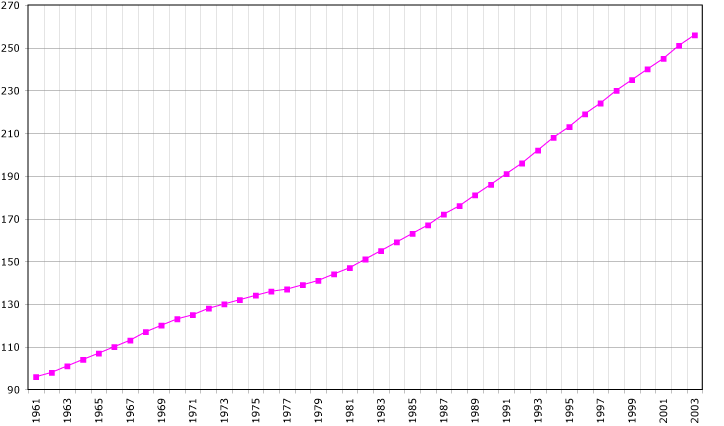
Crescita della popolazione in migliaia (Dati FAO 2005)

### Religione
- Cristiani 71,6 %
  - Cattolici 40,1 %
  - Protestanti 31,5 %
    - Pentecostali 8,4 %
    - Avventisti 5,4 %
    - Anglicani 4,7 %
    - Mennoniti 3,7 %
    - Battisti 3,6 %
    - Metodisti 2,9 %
    - Nazareni 2,8 %
- Altri 12,2 %
- Imprecisato 0,6 %
- Atei e agnostici 15,5 %

Stima del 2010

### Lingue
Una delle conseguenze della caratteristica multirazziale della popolazione è il miscuglio di lingue parlate nel Paese. La lingua ufficiale è l'inglese che rappresenta però la prima lingua per una stretta minoranza della popolazione, le altre lingue parlate sono il cosiddetto Belize Kriol, una lingua creola basata sull'inglese. Molto diffuso anche lo spagnolo, meno parlati sono gli antichi dialetti Maya, il garifuna e il Plautdietsch parlato dai contadini mennoniti di origine tedesca.
| Lingua                 | Locutori madrelingua | %    | Utilizzatori | %    |
| ---------------------- | -------------------- | ---- | ------------ | ---- |
| Spagnolo               | 94 422               | 46,0 | 88 121       | 43,0 |
| Creolo beliziano       | 67 527               | 32,9 | 75 822       | 37,0 |
| Maya kekchi            | 10 142               | 4,9  | 9 314        | 4,5  |
| Inglese                | 7 946                | 3,9  | 11 551       | 5,6  |
| Garifuna               | 6 929                | 3,4  | 4 071        | 2,0  |
| Maya mopan             | 6 909                | 3,4  | 6 093        | 3,0  |
| Tedesco                | 6 783                | 3,3  | 6 624        | 3,2  |
| Cinese                 | 1 607                | 0,8  | 1 529        | 0,7  |
| Altro/nessuna risposta | 1 402                | 0,7  | 1 192        | 0,6  |
| Maya yucateco          | 1 176                | 0,6  | 613          | 0,3  |
| Hindi                  | 280                  | 0,1  | 193          | 0,1  |

## Ordinamento dello stato

### Rivendicazioni territoriali
La storica disputa territoriale fra il Belize e il confinante Guatemala affonda le sue origini nella rivendicazione da parte della Spagna di tutti i territori del nuovo mondo situati a occidente della linea stabilita dal trattato di Tordesillas (1494). I tentativi di risolvere la questione effettuati nel XIX secolo portarono alla stipula, nel 1859, di un trattato che individuava con precisione i confini fra Guatemala e quello che in seguito venne chiamato Honduras Britannico. Mentre il Guatemala interpretò il contenuto del trattato come una cessione di parte del territorio, i britannici lo considerarono sempre una vera affermazione di un confine fra due territori sulla sovranità dei quali non vi era alcun dubbio. In seguito il Guatemala mise in discussione il trattato affermando che siccome la controparte non aveva rispettato alcune clausole (articolo 7) concernenti la costruzione di una strada di collegamento fra i due Paesi il Guatemala non era tenuto al rispetto dell'articolo 1, ovvero il riconoscimento dei confini.
La disputa continuò nel tempo, negli anni 1960 vi fu un vano tentativo di mediazione da parte degli Stati Uniti; nel 1981 non fu possibile applicare un accordo trilaterale (Regno Unito, Guatemala e Belize) e nello stesso anno il Belize divenne indipendente, ereditando una disputa rimasta irrisolta. Le trattative ripresero nel 1988, e il Guatemala riconobbe infine il Belize nel 1991 quando furono ristabilite le relazioni diplomatiche.
Nel novembre 2000 i due Stati concordarono un accordo di mutuo rispetto di una zona cuscinetto pari a un chilometro dal confine in ambo gli Stati. Il Guatemala, convinto delle basi legali della sua rivendicazione, portò il caso dinanzi alla Corte internazionale di giustizia, il governo del Belize propose di risolvere la questione con la mediazione dell'OAS. Allo stato attuale i rapporti sono relativamente distesi tanto che entrambe le parti hanno accettato di presentare la disputa alla Corte internazionale di giustizia per richiedere un parere vincolante.

### Suddivisioni amministrative
Il territorio del Belize si suddivide in sei distretti.
| Distretti del Belize (dati del 2010) | Distretti del Belize (dati del 2010) | Distretti del Belize (dati del 2010) | Distretti del Belize (dati del 2010) | Distretti del Belize (dati del 2010) |
|                                      | Distretto                            | Capoluogo                            | Abitanti                             | Sup. km²                             |
| ------------------------------------ | ------------------------------------ | ------------------------------------ | ------------------------------------ | ------------------------------------ |
| 1                                    | Belize                               | Belize                               | 95 291                               | 4 204                                |
| 2                                    | Cayo                                 | San Ignacio                          | 75 046                               | 5 338                                |
| 3                                    | Corozal                              | Corozal Town                         | 41 061                               | 1 860                                |
| 4                                    | Orange Walk                          | Orange Walk Town                     | 45 946                               | 4 737                                |
| 5                                    | Stann Creek                          | Dangriga                             | 34 324                               | 2 176                                |
| 6                                    | Toledo                               | Punta Gorda                          | 30 785                               | 4 649                                |

### Città principali
| Città del Belize |                         |                 |          |            |          |          |          |          |             |
| N.               | Città                   | Abitanti        | Abitanti | Abitanti   | Abitanti | Abitanti | Abitanti | Abitanti | Distretto   |
| N.               | Città                   | 1991            | 2000     | stima 2005 | 2010     | 2015     | 2016     | 2018     | Distretto   |
| 1.               | Belize                  | 44 067          | 49 050   | 61 461     | 57 169   | 59 483   | 61 762   | 64 291   | Belize      |
| 2.               | San Ignacio             | 8 336           | 13 260   | 16 812     | 17 878   | 20 582   | 24 187   | 26 857   | Cayo        |
| 3.               | Orange Walk Town        | 12 042          | 13 483   | 15 298     | 13 708   | 14 483   | 12 768   | 13 281   | Orange Walk |
| 4.               | Belmopan                | 5 391           | 8 130    | 13 381     | 16 461   | 19 473   | 20 621   | 25 483   | Cayo        |
| 5.               | Dangriga                | 6 449           | 8 814    | 10 750     | 9 593    | 9 347    | 10 109   | 11 283   | Stann Creek |
| 6.               | Corozal Town            | 7 050           | 7 888    | 8 724      | 10 287   | 11 584   | 13 584   | 14 102   | Corozal     |
| 7.               | San Pedro Town          | 1 842           | 4 499    | 8 418      | 11 767   | 12 463   | 15 084   | 17 574   | Belize      |
| 8.               | Benque Viejo del Carmen | 3 569           | 5 088    | 7 092      | 6 140    | 6 589    | 5 959    | 6 758    | Cayo        |
| 9.               | Punta Gorda             | 3 461           | 4 329    | 5 026      | 5 351    | 5 657    | 5 674    | 6 002    | Toledo      |
| 10.              | Ladyville               | 1 871           | 3 435    | 4 412      | 5 458    | 5 458    | 5 768    | 5 789    | Belize      |
| 11.              | Trial Farm              | 1 665           | 3 443    | 3 971      | 4 264    | 3 443    | 3 029    | 3 010    | Orange Walk |
| 12.              | Mango Creek             | 2 307           | 2 929    | 3 565      | 4 014    | 4 102    | 4 281    | 4 897    | Stann Creek |
| 13.              | Guinea Grass            | 2 102           | 2 510    | 2 895      | 3 218    | 3 879    | 4 102    | 4 291    | Orange Walk |
| 14.              | Shipyard                | 1 978           | 2 385    | 2 751      | 3 029    | 3 497    | 3 697    | 3 805    | Orange Walk |
| 15.              | San Antonio             | 1 678           | 2 124    | 2 690      | 3 019    | 3 568    | 3 768    | 4 019    | Cayo        |
| 16.              | San José                | 2 019           | 2 254    | 2 600      | 2 862    | 2 978    | 3 483    | 3 569    | Orange Walk |
| 17.              | Valley of Peace         | 1 768           | 1 809    | 2 291      | 2 483    | 3 029    | 3 192    | 3 284    | Cayo        |
| 18.              | Spanish Lookout         | non disponibile | 1 786    | 2 262      | 2 253    | 2 276    | 2 301    | 2 289    | Cayo        |
| 19.              | Little Belize           | 1 786           | 2 059    | 2 230      | 2 367    | 2 685    | 2 802    | 2 830    | Corozal     |
| 20.              | Sarteneja               | non disponibile | 1 648    | 1 784      | 2 193    | 2 786    | 2 985    | 3 001    | Corozal     |
| 21.              | Silver Creek            | 943             | 1 326    | 1 571      | 1 698    | 1 897    | 2 005    | 2 991    | Toledo      |
| 22.              | Progresso               | 768             | 1 165    | 1 261      | 1 357    | 1 182    | 1 029    | 1 284    | Corozal     |

### Istituzioni
Il Belize è una monarchia parlamentare e fa parte del Commonwealth. Il capo dello Stato è il sovrano del Regno Unito di Gran Bretagna e Irlanda del Nord, attualmente Carlo III che qui usa il titolo di "Sua Maestà Carlo III, per la Grazia di Dio, Re di Belize e degli altri Suoi Reami e Territori, Capo del Commonwealth".
La costituzione fu approvata il 21 settembre 1981. Il potere esecutivo, da un punto di vista formale è esercitato dal capo dello Stato (il monarca britannico), rappresentato da un governatore generale di sua nomina. Il primo ministro (eletto dai cittadini), posto a capo del governo, agisce de jure come "consigliere" del governatore generale esercitando, de facto, il potere esecutivo. Il governo è composto da ministri appartenenti al partito di maggioranza che contestualmente fanno parte del parlamento.
Il parlamento, bicamerale, viene chiamato National Assembly rimane in carica per cinque anni ed è composto dalla Camera dei Rappresentanti i cui 29 membri sono eletti a suffragio universale e dal Senato composto da 12 membri nominati dal governatore generale e scelti nel seguente criterio:
- 7 su consiglio del primo ministro;
- 3 dal leader dell'opposizione;
- 2 da primo ministro e leader dell'opposizione su consiglio delle associazioni ecclesiastiche, della camera di commercio e industrie e delle parti sociali.

#### Università
In ambito universitario ricordiamo l'Università del Belize  (University of Belize) (UB), istituita nell'agosto del 2000.

#### Forze armate
L'esercito del Belize, chiamato Belize Defense Force (BDF) è stato fondato nel 1973 e comprende forze di fanteria leggera composte da effettivi e riservisti, una piccola forza aerea e una marina. È stato incaricato della difesa del Paese dal 1º gennaio 1994, anno nel quale si sono ritirate le forze britanniche (British Forces Belize), che mantengono però alcune basi di addestramento (British Army Training Support Unit Belize).
Per arruolarsi è richiesta un'età di 18 anni, è prevista la leva obbligatoria solo nel caso in cui i volontari non siano sufficienti ma finora non è mai stata necessaria in quanto il numero di volontari supera abbondantemente i posti disponibili.

## Politica

### Politica interna

#### Dall'indipendenza
Le prime elezioni parlamentari dopo l'indipendenza (1984) videro la vittoria del Partito Democratico Unito (United Democratic Party - UDP), la carica di primo ministro fu ricoperta da Manuel Esquivel. Cinque anni dopo vinse le elezioni il Partito Unito del Popolo (People's United Party - PUP) guidato da George Cadle Price considerato uno degli artefici dell'indipendenza del Paese.
Le elezioni del 1998 furono vinte nuovamente dal PUP (dopo un quinquennio guidato dall'UDP), divenne premier Said W. Musa che deve la sua rielezione nel 2003 ai consistenti investimenti infrastrutturali e nell'edilizia e alla creazione di posti di lavoro. A queste elezioni i partiti conservatori si presentarono uniti nella UDP/NABR Alliance. La sua politica ha però provocato un aumento dell'indebitamento dello Stato e nel 2004 venne annunciato un programma di riduzione di spesa e inasprimento fiscale che ha provocato proteste e disordini.
Le ultime elezioni nazionali, del 7 febbraio 2008, hanno visto la vittoria dell'UDP dopo dieci anni di governo dell'PUP. Il primo ministro attuale è Johnny Briceño.

### Politica estera
Data la recente indipendenza e gli strettissimi legami del Belize con la Madrepatria, la politica estera del Belize si muove sulla falsariga di quella operata dal Regno Unito nella zona caraibica. È importante altresì ricordare come la diplomazia del Belize sia riuscita nel 2000 a trovare un accordo con il Guatemala riguardo alle storiche dispute territoriali.

## Economia
Per la bassa imposizione fiscale attuata e, in particolare, per l'assenza di norme e misure restrittive di controllo sul versante delle transazioni finanziarie, Belize è annoverata tra i cosiddetti "paradisi fiscali". Infatti (unitamente alle Filippine, Isole Cook, Liberia, Isole Marshall, Montserrat, Nauru, Niue, Panamá, Vanuatu, Brunei, Costa Rica, Guatemala e Uruguay) il Belize figura tra le 14 giurisdizioni che, in base all'ultimo Rapporto del giugno 2010 dell'Ocse, sono elencate sotto la voce "tax haven". Anche il sistema fiscale italiano, con il Decreto Ministeriale 04/05/1999, ha inserito il Belize nella lista degli Stati o Territori aventi un regime fiscale privilegiato (Black List o lista nera), ponendo quindi limitazioni fiscali ai rapporti economico-commerciali tra le aziende italiane e i soggetti ubicati in tale territorio.
PIL (nominale): 4 610 $ pro capite (101º posto della classifica mondiale)
- Inflazione: 4,3 %[10]
- Disoccupazione: 12,9 % (stima 2014)[1]

### Risorse
- Settore primario: (13,1 % del PIL, 2005)
- Settore secondario: (14,7 % del PIL, 2005)
- Settore terziario: (63,2 % del PIL, 2005)

Al contrario di quanto avvenuto per altri Paesi nell'area caraibica, l'economia del Belize in passato non si fondava sulle grandi piantagioni di canna da zucchero, bensì sullo sfruttamento delle risorse forestali. Gli sparuti tentativi di impiantare coltivazioni di canna da zucchero si scontrarono con i dazi imposti dai britannici sui prodotti agricoli del Belize, più elevati di quelli di altri Paesi, che rendevano poco redditizie le attività agricole. Solo intorno alla metà del XX secolo il baricentro dell'attività agricola si spostò dall'industria del legname alle coltivazioni di agrumi e banane a sud e di canna da zucchero a nord. Negli ultimi decenni del XX secolo si sono aggiunte l'allevamento di crostacei e le attività legate all'eco-turismo.
Al momento attuale l'agricoltura, il trattamento dei prodotti agricoli e il turismo sono le attività economiche che generano i maggiori flussi di entrata per la bilancia commerciale.
Il Belize, inoltre, è il principale consumatore mondiale di zucchero: nel 1999, infatti, ha consumato 62,6 kg pro capite, entrando nel Guinness dei primati.

### Trasporti
La guida è a destra.
Aeroporti

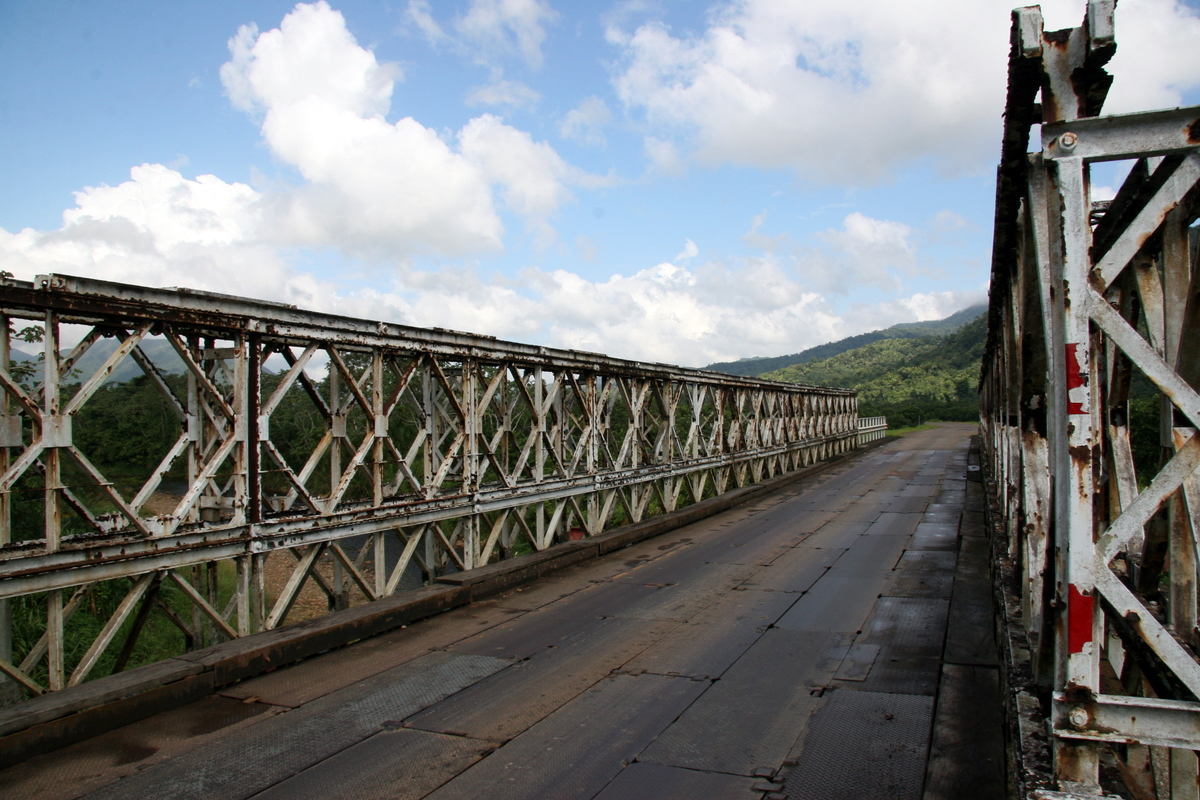
Un antico ponte Bailey ferroviario lungo la Hummingbird Highway

In Belize vi sono 47 piste per aerei di cui 6 sono asfaltate. L'aeroporto principale è l'Aeroporto Internazionale Philip S. W. Goldson situato a circa 15 km dalla città di Belize dal quale partono voli di linea per gli Stati Uniti, il Messico e Paesi dell'America centrale. Voli interni collegano le principali città e le isole.
Rete stradale
- totale: 2870 km di cui 488 sono asfaltati (dato del 2011).[1]

Rete autostradale
Il Paese è attraversato da quattro strade principali:
- La Northern Highway che collega il confine con il Messico alle città di Corozal Town, Orange Walk e Belize.
- La Western Highway che collega Belize a Belmopan e prosegue per San Ignacio, Benque Viejo del Carmen e il confine occidentale con il Guatemala.
- La Hummingbird Highway che connette Belmopan e Dangriga.
- La Southern Highway da Dangriga a Punta Gorda.

Rete ferroviaria
Il Belize attualmente (2007) non ha una rete ferroviaria, l'unica linea ferroviaria fu costruita nel 1913 ad opera della United Fruit e connetteva le piantagioni di Middlesex con il porto di Dangrigra e rimase operativa fino al 1937. Alcuni tratti sono ancora visibili lungo la Hummingbird Highway (tra Dangriga e Belmopan) che utilizza alcuni antichi ponti ferroviari della linea.

### Turismo
- Great Blue Hole

### Esportazioni
Regno Unito 31,3 %, USA 18,9 %, Nigeria 6,8 %, Trinidad e Tobago 4,8 %, Irlanda 4,3 %, Giamaica 4,2 %.
Dati del 2015

### Importazioni
USA 26,9 %, Messico 11,9 %, Cuba 10,3 %, Guatemala 8,1 %, Cina 7,6 %, Trinidad e Tobago 5,7 %.
Dati del 2010.

## Ambiente
Il Belize è uno degli Stati che presentano la più elevata biodiversità, sia per quanto riguarda le specie terrestri (3 408 specie di piante vascolari, oltre 150 specie di mammiferi, 540 specie di uccelli, 151 specie di rettili e anfibi) sia per quelle acquatiche (quasi 600 specie di pesci d'acqua dolce e salata). La barriera corallina che si estende lungo la costa è la seconda più grande al mondo dopo la Grande Barriera australiana ed è stata riconosciuta dall'UNESCO come Patrimonio dell'umanità in virtù della sua biodiversità. Il Belize ha inoltre un ruolo rilevante nel mantenimento del Corridoio Biologico Mesoamericano, un insieme di aree protette che attraversa l'America Centrale dal Messico fino a Panama.
Al momento attuale (2007) circa il 40 % del territorio nazionale è sottoposto a forme diverse di tutela ambientale (riserve di vario tipo, parchi marini e parchi nazionali) per un totale di 94 aree protette tra cui 16 parchi nazionali.

## Cultura

### Alfabetizzazione
Tasso di alfabetizzazione: 75 %.
Studenti universitari: 9 457.

### Istruzione
Vige l'obbligo scolastico fino a 14 anni.

### Produzione letteraria
Tra gli scrittori del Belize che si sono maggiormente distinti ricordiamo Evan X Hyde (1947), che ha spesso trattato nelle sue opere i temi del suo paese.

### Musica
Nel panorama musicale del Belize possiamo ricordare la figura di Paul Nabor.

### Sanità
Non esiste un sistema sanitario pubblico.

### Ambiente
Il 5,0 % del territorio è parzialmente protetto.

### Patrimoni dell'umanità
La rete delle riserve della barriera corallina del Belize è stato il primo sito del Belize iscritto, nel 1996, nella Lista dei patrimoni dell'umanità dell'UNESCO.

### Simboli Nazionali

#### Orchidea nera
Il fiore nazionale del Belize è l'orchidea nera (Prosthechea cochleata), conosciuta anche con il nome di Encyclia cochleata.

#### Mogano
L'albero nazionale del Belize è il mogano (Swietenia macrophylla), uno dei magnifici giganti della foresta pluviale belizana. Il suo tronco è dritto e alto più di 30 m, e la sua folta chioma verdeggiante spicca al di sopra degli alberi che lo circondano. Nei primi mesi dell'anno, quando cadono le foglie e appaiono i primi germogli color rosso-brunastro il mogano può essere individuato anche a grande distanza. I suoi fiori sono piccoli e biancastri e danno vita a frutti scuri, a forma di pera, lunghi circa 15 cm. Quando i frutti sono maturi si spaccano in cinque valve in modo da liberare i semi dotati di ali che vengono trasportati dal vento. Una volta caduti sul terreno ombreggiato e protetto della foresta germogliano e iniziano un nuovo ciclo vitale. La maturazione del mogano va dai 60 agli 80 anni. Dalla metà del XVII secolo i coloni inglesi iniziarono a sfruttare la foresta di mogano belizana. All'inizio veniva esportato nel Regno Unito sotto forma di tronchi quadrati, oggi invece si tratta di pezzi di legname. Il motto nazionale Sub Umbra Floreo significa "fiorisco all'ombra" (del mogano).

#### Tucano dal becco rosso
Il tucano dal becco rosso (Ramphastos sulfuratus) è l'uccello nazionale del Belize. Spicca per i colori brillanti del suo piumaggio, verde, blu, rosso e arancione, e per il grande becco a forma di canoa. I tucani si trovano nelle aree aperte dove crescono grandi alberi. Il corpo è nero, il petto e le guance giallo vivo. Le penne sotto la coda sono rosse e in fondo alla coda hanno una caratteristica macchia bianca. Il loro verso gracchiante ricorda il gracidio monotono delle rane. I tucani amano la frutta, che mangiano tagliandola con l'estremità seghettata del becco. Fanno il nido nei buchi dei tronchi, sfruttando le cavità naturali o i buchi fatti dai picchi, che allargano rimuovendo il legno marcio. Depongono dalle due alle quattro uova, covate da entrambi i genitori. La nidificazione dura dalle sei alle sette settimane.

#### Tapiro di Baird
L'animale nazionale del Belize è il tapiro di Baird, il più grande mammifero terrestre dei tropici americani. È anche conosciuto come mountain cow, “mucca di montagna”, anche se in realtà è più imparentato con il cavallo e il rinoceronte. È una specie protetta dalla legge del Belize.

### Media
Tra le reti televisive del Belize, c'è la Great Belize Television, nota anche come "Channel 5".

### Eroi nazionali
Phillip Goldson, Monrad Metzgen e George Cadle Price sono le tre persone alle quali sono stati conferiti i più alti onori del Belize, ovvero l'Order of National Hero e l'Order of Belize.

### Gastronomia
Fra gli alimenti più popolari in Belize ricordiamo i fry jacks.

### Folclore
Il folclore del Belize è sostanzialmente costituito dalle leggende di Lang Bobi Suzi, la Llorona, Cadejo, la Sucia, Luguchu Ellis, Tata Duende, Chatona, X'tabi e Anansi.

### Festività
In Belize sono celebrate le seguenti festività
| Data                   | Nome                      | Commento |
| ---------------------- | ------------------------- | --- |
| 1º gennaio             | Primo dell'anno           | |
| 9 marzo                | Baron Bliss Day           | Henry Edward Ernest Victor Bliss, conosciuto come il Barone Bliss (16 febbraio 1869 - 9 marzo 1926) fu un viaggiatore di origine inglese che lasciò in eredità 2 milioni di dollari statunitensi a un fondo fiduciario a beneficio dei cittadini dell'allora colonia chiamata Honduras Britannico, oggi Belize. |
| variabile              | Pasqua                    | Sia il Venerdì Santo che la Domenica di Pasqua (giorni della morte e resurrezione di Gesù Cristo, secondo la tradizione cristiana) sono feste nazionali. Il lunedì dell'angelo è un giorno di vacanza nazionale. A Dangriga il giorno di Pasqua è caratterizzato dal tradizionale torneo di pesca. |
| 1º maggio              | Festa del Lavoro          | Discorso del Ministro del lavoro o di un suo rappresentante seguito da parate e raduni in tutto il Paese. In questo giorno si tengono anche concorsi di aquiloni, gare ciclistiche, regate e corse di cavalli. |
| 24 maggio              | Commonwealth Day          | Celebrato in tutta la nazione, festeggia il compleanno della regina Elisabetta. Il comitato nazionale per lo sport organizza corse di cavalli a Belize nel National Stadium e a Orange Walk Town nel People's Stadium. Le corse ciclistiche si svolgono tra Cayo e Belmopan. Il Cacao Festival di Toledo, si tiene nel distretto di Toledo nel fine settimana di vacanza per il Commonwealth Day e dura tre giorni. |
| Primo lunedì di luglio | CARICOM Day               | Celebrato in tutti gli Stati membri del CARICOM, in Belize non è un giorno di vacanza. |
| 10 settembre           | St. George's Caye Day     | Celebra la battaglia di St. George's Caye, un breve conflitto militare che ebbe luogo al largo delle coste del Belize tra il 3 e il 10 settembre 1798. Il nome si riferisce alla battaglia finale. |
| 21 settembre           | Giorno dell'indipendenza* | Ricorda il giorno in cui il Belize dichiarò l'indipendenza dal Regno Unito nel 1981. |
| 12 ottobre             | Pan American Day          | È celebrato principalmente a Orange Walk, Cayo e Corozal, città in cui predomina la cultura meticcia, e per celebrarla vengono organizzati in tutto il Paese feste, concorsi di bellezza, corse ciclistiche e di cavalli. |
| 19 novembre            | Garifuna Settlement Day   | Caratterizzato da festival, parate revival di promulgazione di leggi che ricordano il primo arrivo dei Garifuna a Dangriga nel 1832. Ogni anno, il sabato che precede il Garifuna Settlement Day, nel villaggio di Punta Gorda si tiene la Battle of the Drums, gara per percussionisti. |
| 25 dicembre            | Natale                    | Celebrazione cristiana della nascita di Gesù Cristo. |
| 26 dicembre            | Boxing Day                | Festa tradizionale del Commonwealth, in cui ci si scambiano regali. |

- Il giorno dell'indipendenza del 21 settembre fa parte delle celebrazioni del September Celebrations.[25]

## Sport
Per quanto riguarda il calcio la Nazionale di calcio del Belize, che non ha, al momento, ottenuto grandi risultati in campo internazionale, ha come suo attuale capocannoniere Deon McCaulay, con ben 21 reti.
Per la boxe da ricordare Verno Phillips, campione del mondo.